# Uolba
Uolba (en rus: Уолба) és un poble de la república de Sakhà, a Rússia, que el 2014 tenia 540 habitants, pertany al districte d'Itik-Kiuiol.